# الدوري السويدي الممتاز 1992
الدوري السويدي الممتاز 1992 (بالسويدية: Fotbollsallsvenskan 1992)‏ هو الموسم 68 من  الدوري السويدي الممتاز. أشرف على تنظيمه اتحاد السويد لكرة القدم، وكان عدد الأندية المشاركة فيه  10، وفاز فيه نادي نوركوبنغ.